# Hofanlage Brookstraße 50
Die Hofanlage Brookstraße 50 in Berne-Hekelermoor stammt aus dem 19. Jahrhundert.
Aktuell (2023) wird sie landwirtschaftlich genutzt.
Die Gebäude stehen unter Denkmalschutz (siehe auch Liste der Baudenkmale in Berne).

## Beschreibung
Die Hofanlage besteht aus:
- dem eingeschossigen giebelständigen Wohn- und Wirtschaftsgebäude aus der Mitte des 19. Jahrhunderts als Zweiständer-Hallenhaus in Fachwerk mit Steinausfachungen, reetgedecktem Krüppelwalmdach, Niedersachsengiebel mit Uhlenloch sowie der Grooten Door mit Korbbogen, die Traufseiten wurden in Backstein erneuert,[2]
- der kleinen eingeschossigen nicht sanierten Scheune aus der gleichen Zeit in Fachwerk, teils mit Steinausfachungen, teils verbohlt, mit Walmdach und Querdurchfahrt sowie Zwerchhaus mit Ladeluke,[3]
- der größeren Scheune an der Straße aus der 2. Hälfte des 19. Jahrhunderts in verbohltem Fachwerk mit reetgedecktem Walmdach und drei jüngeren Kübbungen mit Schleppdächern,[4]
- dem Stall,
- dem Nebengebäude, wohl aus der 1. Hälfte des 20. Jhs., Backsteinbau mit Satteldach, möglicherweise als Werkstatt genutzt,
- einem weiteren Nebengebäude,
- sowie weiteren nicht denkmalgeschützten Nebenanlagen.

Der Hof steht neben der Hofanlage Brookstraße 52.
Das Landesdenkmalamt befand: „… geschichtliche Bedeutung … [als] Gruppe von zwei nebeneinanderliegenden Hofanlagen … .“